# Lista de equipes da Fórmula 1
Esta é uma lista de equipes que participam, ou participaram, da Fórmula 1.

## Equipes atuais
- Aston Martin Aramco Formula One Team
- BWT Alpine F1 Team
- McLaren F1 Team
- Mercedes-AMG Petronas Formula One Team
- MoneyGram Haas F1 Team
- Oracle Red Bull Racing
- Scuderia Ferrari HP
- Stake F1 Team Kick Sauber
- Visa Cash App Racing Bulls Formula One Team
- Williams Racing

## Antigas equipes
- Alfa Romeo
- Alfa Special [1]
- AlphaTauri
- Alta
- Amon
- Andrea Moda Formula
- Anglo American Racers (Eagle)
- Apollon
- Arrows
- Arzani Volpini
- Aston Butterworth
- Automobiles Gonfaronnaises Sportives (AGS)
- Auto Technisches Spezialzubehor (ATS)
- Automobili Turismo e Sport (ATS) [2]
- Bandeirantes
- Bardazon [3]
- Bellasi
- Benetton
- Berta [4]
- BMW
- Boro [5]
- Brabham Racing Organization [6]
- Brawn GP
- British American Racing (BAR)
- British Racing Motors (BRM)
- British Racing Partnership (BRP)
- Bugatti
- Cantarano [7]
- Caterham
- Christy [8]
- Cisitalia
- Clemons [9]
- Coloni
- Connaught Engineering
- Connew
- Cooper
- Cornis [10]
- Cosworth [11]
- Dallara
- De Tomaso
- Ecurie Nationale Belge
- Eifelland
- Eisenacher Motoren Werke (EMW)
- Ekström [12]
- El [13]
- Emeryson
- ERA Ltd.
- Ensign
- EuroBrun
- Ferguson
- Fittipaldi
- Fondmetal
- Footwork
- Forti Corsi
- Force India
- Frazer Nash
- Fry
- Gdula [14]
- Gerhardt [15]
- Gilby
- HWM
- Hesketh
- Hill
- Hillegass [16]
- HRT
- Honda
- Iso-Marlboro [17]
- Jaguar
- JBW
- Johnson [18]
- Jordan Grand Prix
- Kauhsen
- Klenk
- Koehnle [19]
- Kojima
- Kupiec [20]
- Lamborghini
- Lancia
- Larrousse
- LDS
- LEC
- Leyton House
- Life
- Ligier
- Lola
- Lotus
- Lotus
- Lotus
- Lyncar
- Maki
- Manor
- March
- Martini
- Marussia
- Matra Sports
- Monteverdi Binningen Motors (MBM) [21]
- McGuire [22]
- Merzario
- Meyer [23]
- Midland
- Miller [24]
- Minardi
- Monteverdi [25]
- Mauritz von Strachwitz München (MSM) [26]
- Novi Racing
- Offenhauser
- Officine Alfieri Maserati
- Officine Specializate Costruzione Automobili (OSCA)
- Onyx
- Osella Corse
- Pacific Racing
- Parnelli
- Penske
- Politoys [27]
- Porsche
- Prost
- Racing Point
- RAM
- RAM March [28]
- Rassey [29]
- Realpha [29]
- Rebaque
- Renault
- Rial
- R Miller [30]
- Rounds Rocket [31]
- Sauber
- Scarab
- Scirocco [32]
- Scopa [33]
- Shadow
- Shannon
- Shilala [34]
- Silnes [35]
- Simtek
- Societa Valdostana Automobili (SVA) [36]
- Spirit
- Spyker
- Stebro
- Stewart
- Super Aguri
- Surtees
- Szalai [37]
- Talbot-Darracq [38]
- Talbot-Lago
- Tec Mec
- Tecno
- Templeton [39]
- Theodore [40]
- Token
- Toleman
- Toyota
- Trojan
- Trussardi [41]
- Tyrrell
- Vanwall
- Venturi [42]
- Veritas
- Virgin[43]
- Voelker [44]
- Wolf
- Watts [45]
- Weidel [46]
- Zakspeed

## Equipes privadas
Seguem as equipes que nunca construíram seu próprio chassi.
- 3-L Racing Team
- Adams Quarter Horse Racing
- Advance Muffler
- Agajanian
- Agajanian Featherweight
- Agajanian Grant Piston Ring
- AHM Bryde
- A.J. Watson
- Alfred Dattner
- Anderson
- Ansted Rotary
- Aristo Blue
- Automobile Shippers
- Bardahl
- Belanger Motors
- Belond AP
- Belond Equa-Flow
- Belond Exhaust
- Bignotti
- Blakely Oil
- Blue Crown Spark Plug
- Bob Estes
- Bob Estes Lincoln-Mercury
- Bob Sorenson
- Bowes Seal Fast
- Bowes Seal Fast Racing
- Bromme
- Brown Motors
- Bruce Bromme
- Bryant Heating
- Calif. Muffler
- Carl Marchese
- Casaroll
- Central Excavating
- Chapman Root
- Chiropratic
- City of Daytona
- City of Glandale
- Coast Grain
- C.O. Prather
- Cop Sil-Loy
- Crawford
- Cummins Diesel
- D-A Lubricants
- D-A Lubricants Racing
- Dayton Steel Foundry
- Dean Van Lines
- Deck Manufacturing
- Donaldson
- Dr. R.N. Sabourin
- Drewry's
- Dunn Engineering
- Earl Slick
- Ecurie Belge
- Ecurie Belgique
- Ecurie Bleue
- Ecurie Ecosse
- Ecurie Espadon
- Ecurie Francorchamps
- Ecurie Lutetia
- Ecurie Richmond
- Ecurie Rosier
- Ecurie Siam
- Ed Walsh
- Emmett Malloy
- Enrico Platé
- Ensley & Murphy
- Equipe Gordini
- E.R.Casale
- Ernest Ruiz
- Escuderia Bandeirantes
- Fadely-Anderson
- Federal Engineering
- Filter Queen
- Fred Gerhardt
- Fred Sommer
- Fuel Injection
- GA Vandervell
- G Caprara
- George Leitenberger
- George Salih
- Go Kart
- Granatelli-Bardahl
- Granatelli Racing
- Granatelli-Sabourin
- Grancor
- Grancor-Elgin Piston Pin
- Grancor-Wynn's Oil
- Grant Piston Ring
- Greenman-Casale
- H.A. Chapman
- Hall-Mar
- Hart Fullerton
- Helse
- H.H. Johnson
- Hoosier Racing
- Hoover Motor Express
- Hopkins
- Horschell Racing Group
- Howard Keck
- Hoyt Machine
- Indianapolis Race Cars
- Jack Hinkle
- J.C. Agajanian
- Jean Marcenac
- Jim Robbins
- Joe Hunt Magneto
- Joe Langley
- John McDaniel
- John Zink
- Jones & Maley Cars
- Joseph Massaglia
- Kalamazoo
- Kalamazoo Sports
- Karl Hall
- Ken-Paul
- King O'Lawn
- LD Hawthorn
- Leader Card 500
- Lee Elkins
- L.E. Parks
- Leonard Faas
- Lewis Welch
- Lindsey Hopkins
- Lorenz
- Lubri-Loy
- Ludson Morris
- Lutes Truck Parts
- Marant
- Massaglia Hotels
- Maserati Race Cars
- M.A. Walker
- M.A. Walker Electric
- McDowell
- McNamara
- Meguiar's Mirror
- Mell Wiggers
- Mel-Rae
- Merz Engineering
- Metal-Cal
- Milt Marion
- Miracle Power
- Mobiloil
- Moore
- Motor-Presse-Verlag
- Motor Racers
- Murrel Belanger
- Norman Demler
- Norm Olson
- Novi Governor
- Novi Purelube
- Novi Pure Oil
- Offenhauser
- Paoli
- Parks Offenhauser
- Pat Clancy
- Paul Russo & Ray Nichels
- Pennzoil
- Philippe Étancelin
- Peter Schmidt
- Peter Wales Trucking
- Pete Salemi
- Pioneer Auto Repair
- Pure Oil
- Racing Associates
- R.A. Cott
- Rassey
- Ray Brady
- Ray Crawford
- Richard Palmer
- Ridgewood Builders
- Roger Wolcott
- Ross-Babcock Traveler Racing
- Rotary Engineering
- Roy McKay
- R.T. Marley
- Salemi & Rini
- Sampson Manufacturing
- Sam Traylor Offy
- Schildmeier Seal
- Sclavi & Amos
- Scuderia Achille Varzi
- Scuderia Ambrosiana
- Scuderia Franera
- Scuderia Marzotto
- Scuderia Milano
- Shannon's
- Simoniz
- Slick Racers
- Smokey Yunick
- Springfield Welding
- S-R Racing
- Storey-Ricketts
- Sumar
- Thompson
- Tom Sarafoff
- Travelon Trailer
- Trio Brass Foundry
- Troy Oil
- Tuffanelli-Derrico
- T.W. & W.T Martin
- Wales
- Walsh
- Westwood Gauge
- Wheeler-Foutch
- William Forbes
- W.J.
- Wolcott Fuel Injection
- Wolcott Memorial Racing
- WS Aston
- Wynn's Friction Proofing